# 初代仙台国包
初代仙台国包（しょだいせんだいくにかね、文禄元年（1592年） - 寛文4年12月3日（1665年1月18日））は江戸時代の陸奥国の刀工。俗名は本郷源蔵、のちに吉之允。
新刀最上作にて最上大業物。古刀大和保昌派の末流と称す。文禄元年（1592年）国分若林に生まれ、仙台城下に住まうが慶長19年（1614年）藩主伊達政宗の命により上京し、越中守正俊の門人となる。元和5年（1619年）帰国し、寛永3年（1626年）山城大掾受領。寛永13年（1636年）入道して用恵と名乗った。正保2年（1645年）隠居し、寛文4年（1664年）12月3日73歳で没した。その後も国包の名は明治の13代目まで続いている。
作柄としては保昌派の作を狙っており、鎬高く地鉄は揃った柾目肌、刃文は沸のついた直刃や互の目を焼き、帽子は焼詰めて掃掛ける。
瑞巌寺の雲居和尚が初代国包に与えた文書「仁沢の偈」に国包の読みは「くにかん」と振り仮名が書かれており、「くにかね」は誤りである。２代目以降は「くにかね」と呼ばれている。

## 作刀
刀 銘奥州仙台住山城大掾藤原国包 寛永五年八月吉日
重要文化財（1958年2月8日指定）、個人蔵（大阪府大阪市城東区）